# Pierre de Blarru
Pierre de Blarru, né le 3 avril 1437 à Paris et mort le 23 novembre 1510 à Saint-Dié, est un homme d'Église et poète néolatin. On lui doit notamment une épopée en vers sur la bataille de Nancy (1477).

## Biographie
Il est issu d'une famille bourgeoise qui s'est élevée grâce à l'exercice de charges. Un de ses frères, Guillaume, était commissionnaire du roi et receveur des aides et tailles à Beauvais. Deux autres étaient hommes d'Église comme lui : Simon, titulaire de la commanderie Saint-Antoine à Rouen, et Hugues, chanoine à Coutances. Il est possible que son patronyme renvoie à la ville de Blaru (Yvelines), lointain berceau familial.
Après avoir obtenu une maîtrise ès arts en février 1456, Pierre de Blarru quitte Paris. À une date indéterminée, il s'installe à Angers pour poursuivre ses études. Son séjour va durer plusieurs années. Dans les vers latins qu'il a composés au cours de cette période, il célèbre l'université de la ville, où il passe sa licence en droit civil et canonique ; il salue ses amis, parmi lesquels figure Robert Gaguin, futur grand historien ; il rend aussi hommage au roi René, dont il rêve de rapporter les faits glorieux. Il a aussi l'occasion d'approcher le petit-fils du roi, le futur duc de Lorraine René II, qui passe une partie de sa jeunesse à Angers.
En juillet 1573, après la mort de son cousin Nicolas, le jeune duc René II quitte Angers, où il est gouverneur et sénéchal au nom de son grand-père, pour aller prendre possession de ses terres ducales, convoitées par Charles le Téméraire. Il semble bien que Pierre de Blarru l'ait accompagné dans son expédition, avec l'intention de rester définitivement dans son sillage. On sait qu'il se trouvait à Épinal en 1575. Par la suite, le duc ne cessera d'accorder sa faveur à celui qui, sans être son sujet, voulait cependant être son "dévot". En mai 1477, il le retient comme secrétaire et conseiller, et lui accorde une pension. L'année suivante, Blarru reçoit la promesse d'un canonicat au sein de l'église de Saint-Dié. Il obtint effectivement ce canonicat, mais beaucoup plus tard, dans les années 1490. Blarru fut également administrateur de l'hôpital Notre-Dame, aux portes de Nancy, ainsi que curé de Saint-Clément, localité au sud de Lunéville, sur la route de Baccarat. Son testament, établi le 2 septembre 1510, permet de se faire une idée précise de ses charges, titres et revenus.
À Saint-Dié, Blarru a pu fréquenter l'éphémère Gymnase vosgien, qui réunissait des lettrés et savants proches du duc de Lorraine, comme Gualterus Lud, l'universitaire bâlois Mathias Ringmann et le chanoine Jean Basin de Sandaucourt.
Pierre de Blarru est mort le 23 novembre 1510 à Saint-Dié-des-Vosges. Une inscription funéraire peut encore se déchiffrer à l'intérieur de la petite église Notre-Dame de Galilée, à l'envers de la façade occidentale, côté sud de l'entrée.

## LaNancéide

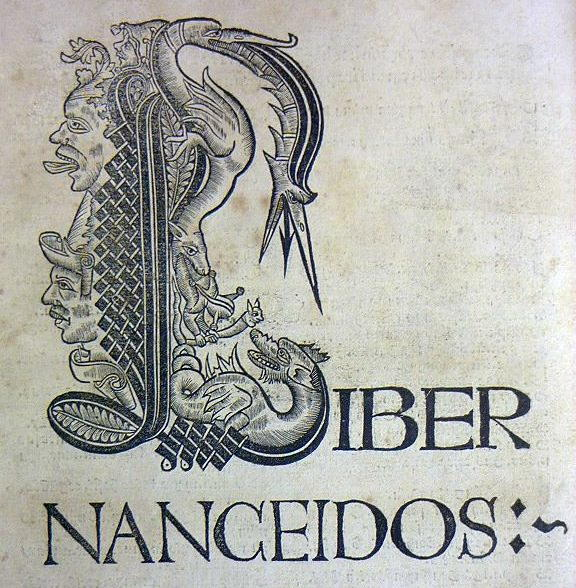
Lettrine de la Nancéide

Auteur d'une élégie latine sur les Oiseaux captifs et de deux hymnes en l'honneur de saint Dié, Pierre de Blarru est surtout connu pour le Liber Nanceidos.
Ce poème composé de 5044 vers en six livres raconte la lutte entre René II et Charles le Téméraire entre 1475 et 1477, et particulièrement les trois sièges que la ville eut à subir pendant cette période. Il s'inspire d'un manuscrit rédigé à la demande du duc de Lorraine et intitulé La vraye déclaration du fait et conduite de la bataille de Nancy, où le roy René fut victorieux contre Charles, duc de Bourgongne en 1476, dressée par Chrétien, secrétaire dudit Seigneur, et de son ordonnance, donnée à Maître Pierre de Blaru, chanoine de Saint Diey, qui a composé le livre appelé les Nancéydes.
Ce n'est qu'après la mort de l'auteur que l'ouvrage fut publié. Jean Basin en prépara l'édition avec Mathias Ringmann. La mort de ce dernier retarda le projet. L'impression eut finalement lieu à Saint-Nicolas-de-Port, sur les presses de Pierre Jacobi, en 1518, sous le titre Petri de Blarrorivo Parhisiani insigne Nanceidos opus de Bello Nanceiano. Hac primum exaratura elimatissime nuperrime in lucem emissum, in-folio, [130] f. On conserve un beau manuscrit contemporain de l'édition portoise, probablement de la main de Jean Basin (Nancy, Bibliothèque de la Société d'histoire de la Lorraine et du Musée lorrain, ms 49).

## Traductions en français
- La Nanciade, tournée du latin de Pierre de Blaru parisien, prestre, en son vivant chanoine de Sainct-Dié, par noble N[icolas] Romain, docteur ez droictz, conseiller de Monseigneur de Vauldémont, cap[itaine], prévost et gruyer du Pont-à-Mousson, ou La guerre de Nancy..., XVIIe siècle (Paris BnF, ms Arsenal 3108-23 B.F. – Paris Bibl. Sainte-Geneviève, ms 1121-Yf. in-fol. 3). Cette traduction en vers date des années 1606-1611.
- La Nancéide ou la Guerre de Nancy, poème latin de Pierre de Blarru, avec la traduction française [...] par M. Ferdinand Schütz, Nancy, Grimblot, Raybois et Cie, 1840, in-8°, 2 tomes.
- La Nancéide. Pages choisies par J. Barbier, traduites sur le texte de 1518... révisées par Jean Rousselet. Illustrations rassemblées par René Cuénot, Nancy, Berger-Levrault, 1978, 33 cm, cahiers non reliés, sous emboîtage.
- La Nancéide - Le poème consacré à la victoire remportée devant Nancy par le duc de Lorraine René II sur le duc de Bourgogne, Charles le Téméraire, le 5 janvier 1477. Texte établi et traduit par Jean Boës, A.D.R.A.- Nancy, Diffusion Paris, De Boccard, 2006.  (ISBN 978-2-913667-15-0)